# اس‌اس اتوپیا
اس‌اس اتوپیا (به انگلیسی: SS Utopia) یک کشتی بود که طول آن ۳۵۰ فوت (۱۱۰ متر) بود. این کشتی در سال ۱۸۷۴ ساخته شد.